# Маћеха (ТВ серија)
Маћеха (шп. La madrastra) мексичка је теленовела, продукцијске куће Телевиса, снимана 2005.
У Србији је приказивана током 2005. на телевизији Пинк.

## Синопсис
Ко је убио Патрисију? То је питање које је Марија себи изнова постављала док је служила доживотну казну у затвору на Аруби, неправедно оптужена да је она та која ју је убила. Група блиских пријатеља је пре двадесет година отпутовала на крстарење где је и почињен злочин, убиство Патрисије, једне њихове пријатељице. Марија бива неправедно оптужена и осуђена на доживотну казну затвора. Напусте је сви, па чак и њен муж Естебан који не верује да је невина.
Естебан каже и њиховој тада малој деци да им је мајка умрла и у кући пшоставља портрет неке непознате жене тврдећи да је то портрет њихове мајке. Након двадесет година због примерног понашања Марију пусте из затвора. Она тада одлучује да се врати у Мексико, поврати своју децу, Ектора и Естрељу, и пронађе правог Патрисијиног убицу. Чекају је тешки дани, деца која је не препознају, муж који је нељубазан према њој, група осумњичењих пријатеља који не желе да се сазна права истина о Патрисијином убиству и поврх свега Леонел, Патрисијин син који се заљубљује у њу. Након што је сазнала да је Естебан рекао деци да им је мајка мртва она инсистира на томе да се поново венчају, не би ли на тај начин придобила љубав своје деце и исправила неправду нанесену 20 година раније. Сада кад је Естебан на прагу да се поново ожени, његова деца му то не допуштају, јер не желе маћеху нити било кога ко би узео место њихове мајке.
Осумњичени су редом: нарцисоидна Алба и доброћудна Кармела, две сестре, затим брачни пар Деметрио и Данијела, и још један брачни пар, Фабиола и Бруно. Осим њих, и сам Естебан је један од осумњичених. Али, ко је прави убица? Ко је пре 20 година убио Патрисију и допустио да Марија оде недужна у затвор?

## Улоге
| Глумац:                  | Улога:                |
| ------------------------ | --------------------- |
| Викторија Руфо           | Марија                |
| Сесар Евора              | Естебан               |
| Едуардо Капетиљо         | Леонел                |
| Жаклин Андере            | Алба                  |
| Ана Мартин               | Сокоро                |
| Марта Хулија             | Ана Роса              |
| Сесилија Габријела       | Данијела              |
| Гиљермо Гарсија Канту    | Деметрио              |
| Рене Касадос             | Бруно                 |
| Сабине Моусијер          | Фабиола               |
| Маргарита Исабел         | Кармела               |
| Лоренсо де Родас         | Сервандо              |
| Патрисија Рејес Спиндола | Вентурина             |
| Хоакин Кордеро           | Белисарио             |
| Мишел Вит                | Вивијана              |
| Ана Лајевска             | Естреља               |
| Маурисио Аспе            | Ектор                 |
| Серхио Мајер             | Карлос                |
| Маријана Риос            | Лупита                |
| Мигел Анхел Бијађо       | Анхел                 |
| Химена Ерера             | Алма                  |
| Хосе Луис Ресендез       | Греко                 |
| Карлос Бонавидес         | Руфино Пулпо          |
| Артуро Гарсија Тенорио   | Леонардо Да Винчи     |
| Лиза Уилерт              | Ребека                |
| Монсерат Оливије         | Патрисија             |
| Росио Карденас           | Анхелика              |
| Арчи Ланфранко           | Лусијано              |
| Марсело Букет            | Херардо               |
| Мануел Медина            | Каденас               |
| Андрес Маркез            | Панзас                |
| Раул Себастијан          | Гренас                |
| Хустеин Роустанд         | Хесус                 |
| Сантијаго Ернандез       | Пулгарсито            |
| Марсијал Каса            | Манас                 |
| Пилар Пелисер            | Соња                  |
| Серхио Каталан           | Флавио                |
| Герман Гутијерез         | Уерта                 |
| Серхио Хурадо            | Муњоз                 |
| Ирма Серано              | Војвоткиња            |
| Хуан Игнасио Аранда      | Судија са Арубе       |
| Алберто Чавез            | Арнолд                |
| Мигел Анхел Фуентес      | Фаусто                |
| Стефани Џерард           | Меги                  |
| Хорхе Ордуна             | Џоел                  |
| Вики Паласиос            | Вики                  |
| Марија Луиса Алкала      | Фани                  |
| Алфредо Адаме            | Алфредо               |
| Лурдес Мунхија           | Лурдес                |
| Франсес Ондивијела       | Франсес               |
| Лаура Паузини            | Лаура                 |
| Марио Касиљас            | Рене                  |
| Маријана Кар             | Стражарка у затвору   |
| Дијана Голден            | Лажна Патрисиа Ибањез |
| Оскар Морели             | Управник затвора      |
| Рубен Моралес            | Фигероа               |